# Chaco Central

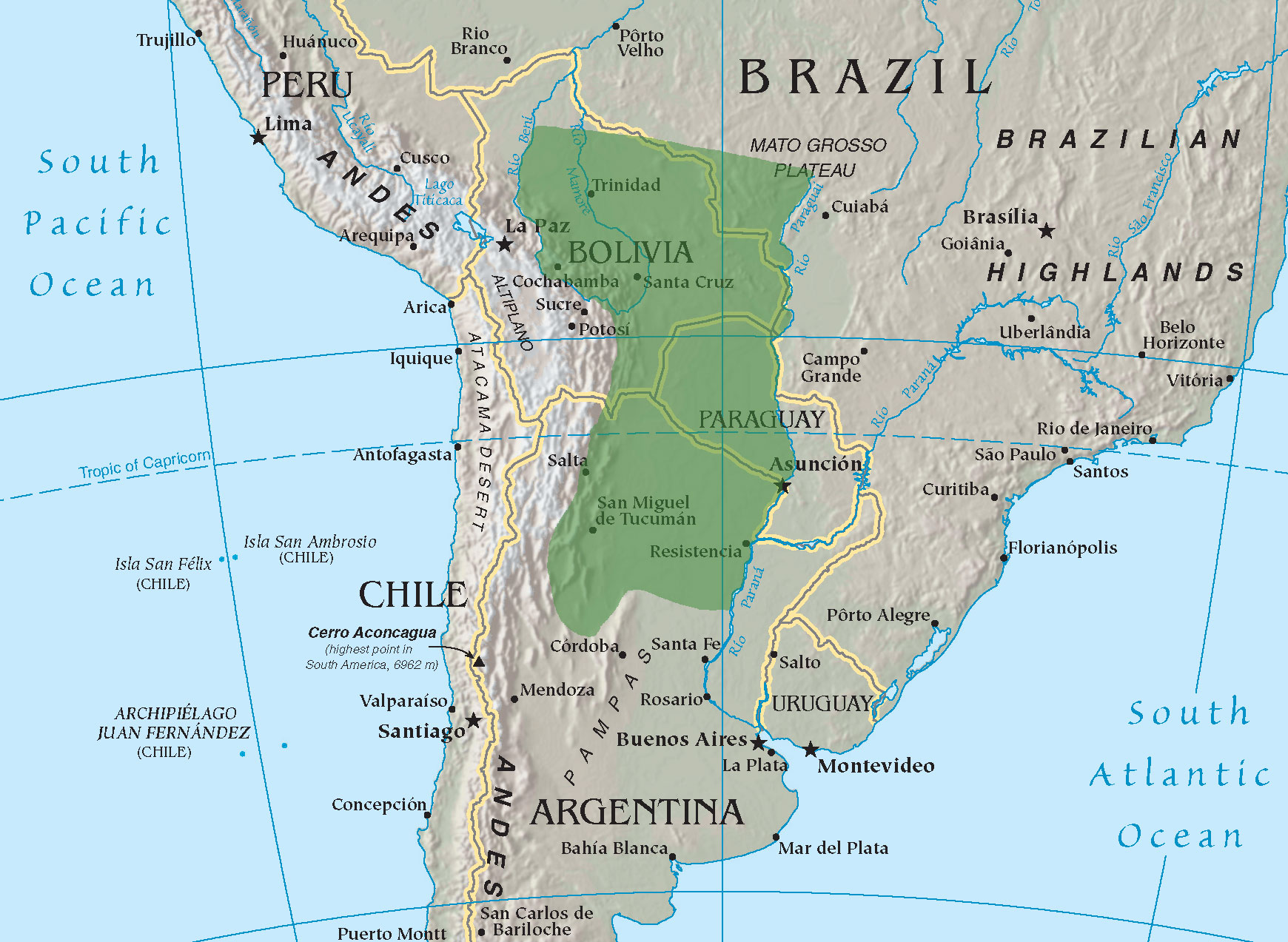
El Gran Chaco.

El Chaco Central és una ecoregió que forma part del Gran Chaco i es troba delimitada pel Pilcomayo-Araguai, al nord, i pel Bermejo i el Teuco, al sud.
La major part de l'actual territori pertany a la província argentina de Formosa i al departament bolivià de Tarija, més concretament a la zona coneguda com a Monte Bravo.
El territori rep el nom de Llanos del Manso i té un clima tropical-continental. Els seus tres rius principals són el Paraguai, el Bermejo i el Pilcomayo.